# Modenese
La modenese est une race bovine italienne. Elle porte aussi le nom de bianca val Padana.

## Origine
Elle appartient aux races italiennes à robe claire. Elle descend, comme sa cousine reggiana de la race blanche des Romains, métissée avec la vache podolica. C'est ce métissage qui a fait passer sa robe du froment au gris-blanc. Elle vient de la province de Modène d'où elle tire son nom. Le livre généalogique a été créé en 1957. L'effectif important dans les années 1960, 142 000 a fondu sous la concurrence de races plus spécialisées. En 2002, il est toujours en diminution avec 220 vaches et 10 taureaux. Une aide européenne de 150 à 200 € incite les éleveurs à travailler leur élevage en race pure.

## Morphologie
Elle porte une robe blanche avec un chignon froment entre les cornes. Les muqueuses sont gris ardoise, mais le mufle présente une tache rosée en son centre. Les cornes sont courtes en croissant. 
C'est une race de grande taille et légère : la vache mesure 145 cm pour 600 kg, le taureau 150 cm pour 750 kg.

## Aptitudes
C'est une ancienne race à tout faire : lait, viande, force de traction. Elle donne un lait riche, apte à la fabrication de fromage comme le parmesan. La sélection opère actuellement vers une augmentation de la production laitière pour exploiter au mieux ce potentiel. Une démarche a été entamée en 2005 pour créer une filière parmesan uniquement au lait de modenese. Cette initiative a conduit à une dégustation en 2007 d'un fromage vieux de 24 mois pour lequel les dégustateurs ont accordé le label première catégorie. 
En parallèle, elle est utilisée comme vache allaittante pour la production de veaux en zone difficile où elle est efficace. 
C'est une race rustique:
- Elle accepte les fourrages grossiers et fibreux de la région pauvre de plaines et collines où elle est élevée.
- La vache vêle facilement et élève bien son veau.
- Elle est docile, caractère hérité de son passé d'animal de travail.

## Avenir
Cette race porte en elle tous les atouts de la réussite, mais les mauvais chiffres sont là. L'érosion de l'effectif continue et le nombre de reproducteurs a atteint un risque de consanguinité élevé. L'association slow food tire la sonnette d'alarme et envisage d'aider concrètement les éleveurs. Elle mérite tous ces efforts, pour elle mais aussi pour son potentiel génétique: aujourd'hui non utilisé, il est susceptible d'intéresser la recherche à l'avenir.